# Perspektiva

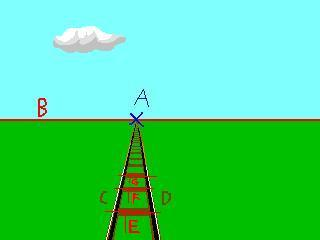
Příklad: Bod A je úběžníkem linií C a D. Přímka B je horizont. Pražce F a G jsou si opticky blíže, než E a F.

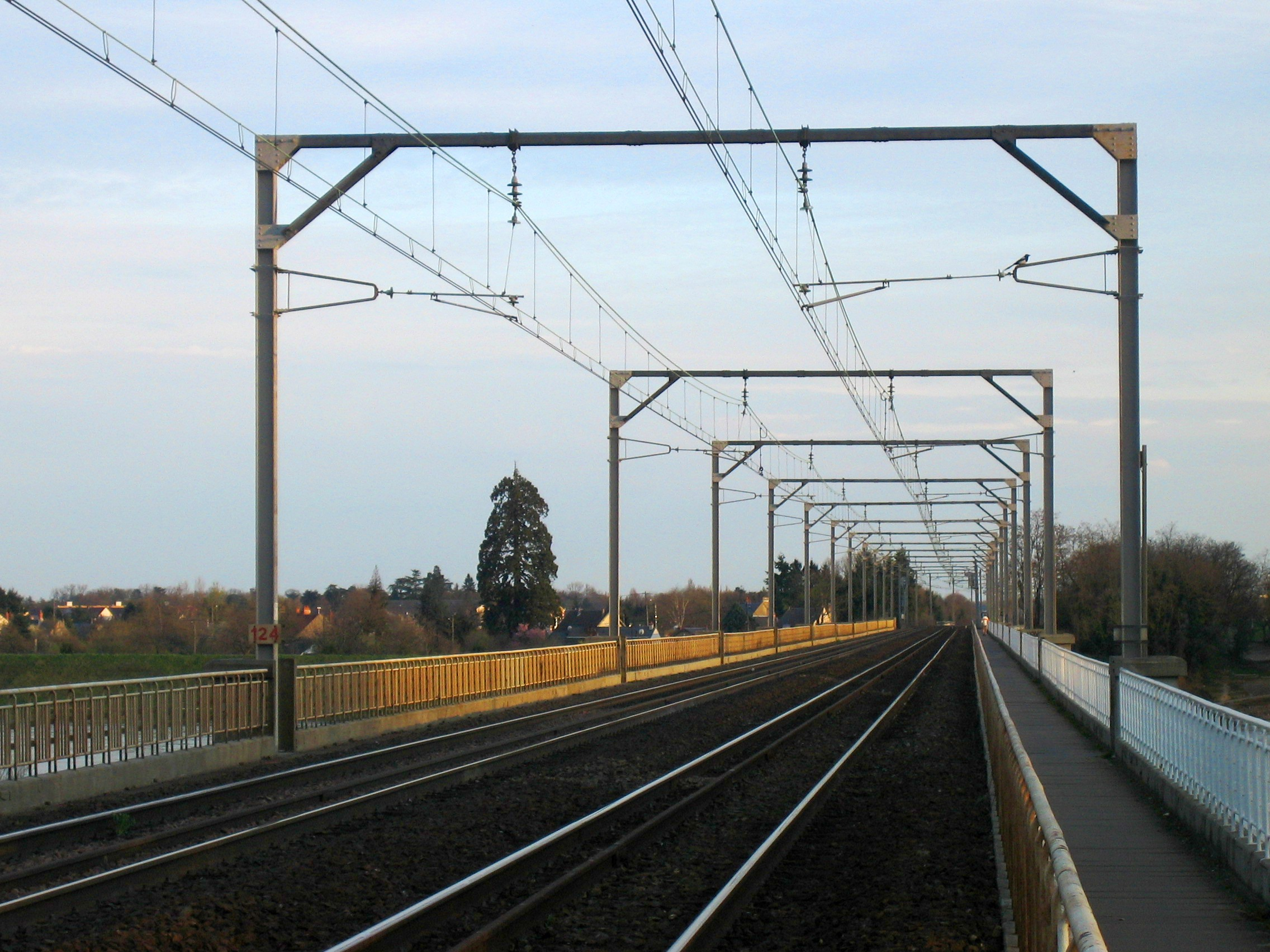
Skutečný snímek železničních kolejí

Perspektiva je optický jev, jenž způsobuje to, že se vzdálené objekty jeví zdánlivě menší než objekty blízké. Jev způsobuje také to, že u stejných objektů postavených za sebou do jedné řady se objekty vzdálenější od pozorovatele jeví blíže u sebe (perspektiva tedy způsobuje optické zkracování linií). Perspektiva také způsobuje jiný jev, totiž to, že dvě či více rovnoběžných linií (např. koleje) se směrem k horizontu opticky zužují. Bod, ve kterém se obě rovnoběžné linie setkávají, se nazývá úběžník. Jedná se však pouze o myšlené čáry a myšlené body, které v reálném světě fakticky neexistují. Perspektivní zobrazení je běžně užíváno také v deskriptivní geometrii, v technickém kreslení a dalších oborech lidské činnosti.

## V umění a fotografii
Perspektiva je velmi důležitá zejména ve výtvarném umění, architektuře, v praktické fotografii, ve filmu a v dalších praktických oborech lidské činnosti. (viz Perspektivní zkratka)

## Přenesený význam slova
Slovo má i celou řadu přenesených významů a je takto používáno i při odborném vyjadřování, nejčastěji ve smyslu výhled nebo pohled do budoucna, úvaha o budoucnu, naznačení dalších možností vývoje apod.